# Elena Papandreou
Elena Papandreou (griechisch Έλενα Παπανδρέου; * 7. März 1966 in Athen) ist eine griechische klassische Gitarristin.
Papandreou studierte bis 1985 bei Evangelos Boudounis am Nationalen Konservatorium in Athen, anschließend am Royal Northern College of Music in Manchester. Papandreou gewann drei internationale Wettbewerbe und 1995 den zweiten Preis im Internationalen Wettbewerb der Guitar Foundation of America.
Papandreou unterrichtet Gitarre an der Universität von Makedonien in Thessaloniki und am Nationalen Konservatorium in Athen. Sie produzierte mehrere Plattenaufnahmen, darunter mit Werken von Roland Dyens, Nikita Koshkin und Leo Brouwer.

## Diskographie
- Love Music for Solo Guitar, Lyra, 1983
- 22 Pieces for Solo Guitar, Lyra, 1984
- The New Excursion, Lyra, 1986
- Elena Papandreou, Seirios, 1990
- Elena Papandreou Live!, Akti, 1992
- Guitar Recital, Naxos Laureate Series, 1998
- Leo Brouwer Guitar Music, Vol. 2, Naxos, 2001
- Elena Papandreou plays Nikita Koshkin, BIS, 2003
- Elene Papandreou plays Roland Dyens, BIS, 2005